# Symphonie no 7 de Glazounov
Pour les articles homonymes, voir Symphonie no 7.
La Symphonie no 7 opus 77 en fa majeur est une symphonie du compositeur russe Alexandre Glazounov. Composée en 1902, elle comporte quatre mouvements.

## Analyse de l'œuvre
1. Allegro moderato
2. Andante
3. Scherzo
4. Allegro maestoso